# Ernst Linko

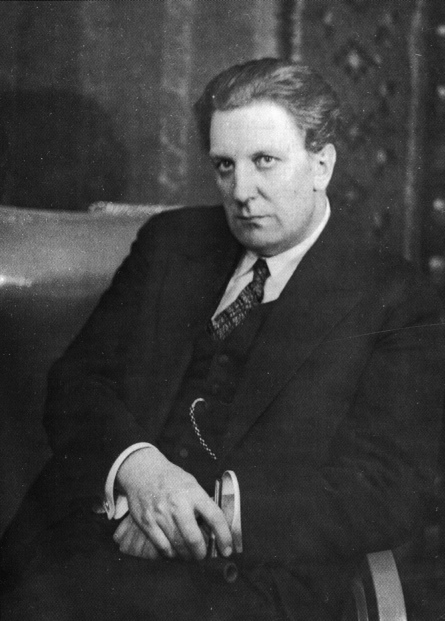
Ernst Linko.

 Ernst Fredrik Linko, fram till 1906 Lindroth, född 14 juli 1889 i Tammerfors, död 28 januari 1960 i Helsingfors, var en finländsk pianist och kompositör.
Linko blev student 1909 och studerade piano under Sigrid Schnéevoigt och Karl Ekman vid Helsingfors musikinstitut 1909–1911. Åren 1911–1914 studerade Linko komposition och musikteori i Berlin och Sankt Petersburg samt i Paris 1924–1925. 1913 gav han sin första konsert och turnerade därefter runtom i Europa. Han blev även professor och undervisade i piano vid Sibelius-Akademin, där han även verkade som rektor 1936–1959. Utöver detta innehade Linko flera förtroendeuppdrag inom musikindustrin. 1920 gjorde Linko en konsertturné till USA tillsammans med Wäinö Sola. Linko gjorde omkring 13 inspelade kompositioner och verkade även själv som inspelande pianist.
Linko var gift med sångerskan Lahja Linko samt var far till operasångerskan Liisa Linko-Malmio. Han var bror till kapellmästaren Erkki Linko. Han är begravd på Sandudds begravningsplats i Helsingfors.